# فيكتور ليند (لاعب كرة قدم)
فيكتور ليند (بالدنماركية: Victor Lind)‏ هو لاعب كرة قدم دنماركي، ولد في 12 يونيو 2003.

## وصلات خارجية
- فيكتور ليند على موقع الاتحاد الأوربي (الإنجليزية)
- فيكتور ليند على موقع اتحاد النرويج (النرويجية)
- فيكتور ليند على موقع قاعدة بيانات كرة القدم.إي يو (الإنجليزية)
- فيكتور ليند على موقع Soccerway.com (الإنجليزية)